# Ranunculus nematolobus
Ranunculus nematolobus là một loài thực vật có hoa trong họ Mao lương. Loài này được Hand.-Mazz. miêu tả khoa học đầu tiên năm 1939.